# Манастир
Манастир (грч. μοναστήριον [monastírion — монастирион] — „самотно утврђење, самостан“, од μόνος — „један, сам“ и στηρίζω — „утврдити“; стсл. општежитије) је место где се живи монашким животом, у подвигу, посту, молитви, врлини (целомудрености), послушности и сиромаштву.
Манастири знатно варирају по величини, полазећи од малих станишта у којима обитава само један монах, или у случају заједница све од појединачне зграде у којој живи један старији и два или три млађа монаха или монахиња, до огромних комплекса и имања са десетинама или стотинама монаха. Манастирски комплекс типично има већи број здграда, чиме су обухваћене црква, спаваоница, клаустер, рефекторијум, библиотека, купатило и амбуланта. У зависности од локације, монашког реда и окупације његових становника, комплекс може исто тако да обухвата широк опсег других зграда које омогућавају самодовољност и опслуживање заједнице. Тиме могу да буду обухваћени дом за немоћне, школа, и бројне пољопривредне и производне зграде као што су амбари, штале, ковачнице, или пивара.
Код Срба је остао у употреби неправилан облик манастир, а исправно би било монастир. Још старији и неправилнији облик, који је забележио Вук Караџић у свом ‘Рјечнику’, је био намастир.

## Будистички манастири
У Будино доба и током векова после његове смрти, припадници Реда (сангхе) лутали су без сталног пребивалишта просећи. Пре но што су истекла два века од Будине смрти усталио се обичај заједничког живљења у склоништима, познатијим као авасе. Ове авасе су првобитно представљале уточишта у која су монаси могли да се повуку у доба монсунских киша, када је путовање бивало отежано или немогуће. Авасе су се постепено развиле у сталне насеобине, прозване ленама, при чему су лене насељавали стални монаси, док су раније авасе биле свратишта без сталног броја житеља.
У Винаја-питаки, према којој се управља заједнички живот будистичког Реда, под заједничким термином лена се помиње пет различитих врста пребивалишта. Од ових су најважнија два: вихара (кућа за монахе) и гуха (педна). То су два најранија облика настањених манастира. У равницама северне Индије вихара саграђена од опеке, постала је монашка институција; у пределима Индије јужно од планина Видхја, гуха је постала уобичајено монашко пећинско обитавалиште. Ове пећине су испочетка биле прилично једноставне, али, касније постају велика и уређена монашка пребивалишта, која се састоје од пространих целина са одајама, дворанама, светилиштима итд. Пошто су биле мање изложене временским неприликама и освајачким походима од вихара издвојених по равницама, многе су се одржале, нарочито у западним крајевима Индије (око хиљаду). Неке од значајнијих откривених целина су Аџанта, Елефанта, Елора, Канхери и Карле; данас је познато укупно четрдесет четири таква средишта, раштркана широм јужне и западне Индије. Неки од њих су били насељени хиљадама година, и могуће је уочити прелаз са пећинских манастира уклесаних у стенама, ка каснијим засебним, каменим грађевинама. Још једна промена карактеристична за индијске манастире од 8. века надаље, био је прелаз са бројних, малих „парохијских“ манастира, који су служили као средишта будистичког учења и посвећености за једно или више села, ка пространим, велелепним средиштима подучавања која су више личила на школе или универзитете - попут Наланде, Одантапуре (у Бихару), Викрамасиле (у западном Бенгалу), Амараватија и Нагарђунаконде (у Андра Прадешу). Могуће је и да су извршиле и известан утицај на аскетске заједнице по источном Средоземљу, пошто се између Индије и Средоземља током првих векова хришћанске ере одвијала жива културна размена.
Велике манастири северне Индије представљале су богат и лак плен турским муслиманским освајачима у 11. и 12. веку; до тада је преостало тек неколико старијих, мањих манастира, а до 13. века будистичко монаштво је већ скоро потпуно ишчезло из Индије. Монашке институције су се до тада усталиле на Цејлону, у југоисточној Азији, Кини, Кореји, Јапану и Тибету. Монаси које су муслиманска освајања лишила манастира отпутовали су из Индије на север и исток, нарочито на Тибет. Процват тибетанских манастира се наставио, чинећи доминантну црту тибетанског друштва све до модерног доба (види: Тибетански будизам).
Траг непрекидне традиције монашког живота од 3. века п. н. е. све до данашњих дана уочљив је на Цејлону, а у континенталном делу југоисточне Азије од 5. века н. е. У југоисточном азијском архипелагу манастири су постојали од 7. века, али већина њих се није одржала до данашњих дана. Поред манастира будистичке Кине, Кореје и Јапана, где су будизам и монашка традиција претрпели развојне промене специфичне за источну Азију, будистичко монаштво се у већој мери одржало у облику који наликује раном облику монаштва на Цејлону и континенталним земљама југоисточне Азије (Бурми, Тајланду, Камбоџи и Лаосу).
Типичан манастир образује група грађевина са двориштем ограђеним бедемом; бедем који опасује манастир омогућава неопходан степен издвојености. У оквиру комплекса грађевина које заједнички сачињавају будистички манастир југоисточне Азије, најважнији елементи су:
- олтарна одаја или светилиште, где се обично налази велика Буда-рупа, и где се одржавају упосатха богослужења и заређивања, а монаси изговарају Патимокху;
- саборна дворана, обично отворена са све четири стране, у којој су смештене остале Буда-рупе и где становници у током будистичких празника долазе да слушају монашке беседе;
- кућице или собице у којима су смештени монаси (или гости), углавном једноставне собе у дрвету скоро без намештаја, изузев тршчаних асура за спавање које се смотавају, малог олтара и можда једне или две слике;
- у многим манастирима постоји и школска зграда за сеоску децу;
- једна или више ступа, или пагода на земљишту које се обично налази у близини светилишта.

Број, величина и дорађеност елемената разликује се од манастира до манастира, као и између градских и сеоских средина. Такође се разликује и сам назив манастирског комплекса. На Цејлону је то вихара или сангхарама, на Бурми пхонгји-чуанг, тј. кућа за монахе (пхонгји — „велика слава“ је бурманска реч за монахе); на Тајланду, Камбоџи и Лаосу то је ват, реч која је вероватно изведена из примитивног назива за манастир, тј. авасу.

## Хришћански манастири
Старословенски називи за монаха су напуштени и они гласе: иник, усамљен или црноризац, по црној одори коју носи. Према законику српског цара Душана, на сваких хиљаду сеоских кућа могло је бити највише 50 монаха на манастирским имањима. Када хришћанин ступа у манастир да би постао монах, најпре се постриже, ошиша, затим промени име и обуче црну монашку одору, ризу. Напушта своју породицу и све „красоте“ овога света. Монаси живе у својим ћелијама, али се заједнички моле и обедују. Овакав начин зове се киновија, или на старословенском: општежитије.
Манастири у којима живи много монаха називају се лавре (грч. λαύρα — улица; пут, ходник; монашко насеље од низа зграда са монашким ћелијама око средишњег дворишта са саборном црквом); манастири удаљени од насељених места, у беспућу, зову се пустиње; монашка обитавалишта где се живи аскетски су скитови (грч. ασκητής — онај који нешто постиже вежбом и муком).
Идиоритмички су они манастири где сваки монах има посебну својину. Јављају се знатно касније и овај начин живота је напуштен. Ко је једном обукао монашку одору, није је смео скинути, осим ако прекрши монашка правила. За време јела у заједничкој трпезарији, читају се црквени текстови и не сме се причати међусобно. У ћелијама се није смела држати храна, па ни воће.
Монашке врлине су:
- ћутање,
- понизност,
- умереност,
- пост,
- ноћна молитва.

Молитва је у ствари и главна суштина монашког живота. Сматра се да су они сасвим свесно жртвовани од свога народа да би му створили молитвени штит и заштиту. Поред монаха, постојали су и пустињаци. Они су живели сасвим усамљено и хранили се медом и воћем.
Манастира има мушких и женских. Организовани живот у манастирској заједници, за разлику од идиоритмијски (анахоретски, отшелнички, пустињски, ереметски) повлачења од света, назива се киновија или општежиће. По узору на јерусалимску цркву, киновијско монаштво основао је Свети Пахомије (IV век) у Горњем Нилу.
Пахомијева Киновијска (манастирска) правила превео је Свети Јероним са коптског на латински језик и тако послужила као основ за подизање велике бенедиктинске опатије Монте Касино у јужној Италији (VI век). Нешто касније и Свети Василије Велики написао је Велика и Мала правила на темељу којих су уређивани византијски манастири, почев од цариградског Студиона.
Један од најпознатијих пустињака био је чувени свети отац Прохор Пчињски, који је живео на планини Козјак, као и свети Петар Коришки. Њихова имена добили су манастири где су и сахрањени. Први пустињаци основали су своје колоније још у пустињама старог Египта. Одатле су дошли најпре у Италију, а затим на Атос.
Монаси са Атоса долазили су у Србију и подизали монашке ћелије и обнављали цркве. Прихватањем хришћанства и црквене службе на свом језику, код Срба почиње просветни развој. Манастири тако постају духовна и просветно-културна средишта.
Према мађарском изговору обитавалишта за монахе — ‘моноштор’ — добила су називе места ‘Бачки’, ‘Банатски’ и ‘Барањски Моноштор’. Такође, и позната породична имена и племићка презимена у Срба -као што су ‘Моношторац’ и ‘Монастерлија’ — изведенице су од овог појма.

## Манастири код православних Срба
Манастири су на Балканском полуострву постојали и пре доласка Срба и својим доласком су Срби примали ову институцију од стране Византије и Рима и задржали су и грчки назив „монах“ и од монастирион — „манастир“.
Средиште прве хришћанске културе на јужнословенским просторима настало је око Охридског и Преспанског језера и ту су настали први манастири као Свети Климент и Свети Наум око 900. године. Први манастири који су развијали заједнички живот почели су се развијати од доба Немање и Светог Саве који је дао и устав за такав живот и који је у 14. и 15. веку достигао свој врхунац. Стари византијски манастири су се обнављали и подизали су се нови и добијали су многа имања и повластице. Први мотиви који су покретали владаре и властелу за подизање манастира били су религиозно — политичке природе.
По византијским узорима српски манастири делили су се на:
- царске манастире или лавре,
- архиепископске или патријаршијске манастире
- епископске дворове
- епархијске или ктиторске манастире.

Царски манастири се још у 14. веку називају још и лаврама што је раније био општи назив за све манастире у Сирији и Палестини. У средњовековној Србији се ова врста манастира помиње за краља Стефана Првовенчаног. То су били манастири Студеница, Ђурђеви ступови у Расу, Хиландар, Милешева, Сопоћани, Дечани и други. Ови су манастири били задужбине српских владалаца. Већина тих манастира имала је у своме власништву по неколико засеока, села па и целих области, понекад је то износило и по неколико стотина те је Душановим Закоником нормиран тај однос да се по манастирима може држати само до 50 калуђера. Углед ових манастира се повећавао и тиме што су у њима били калуђери и многи владаоци и њихови синови и властела који су живели примерним животом.
Међу манастирима су се истицали они који су били одређени као гробнице својих ктитора.
Архиепископски манастири су били манастири слични царским манастирима али је ту улогу ктитора вршио архиепископ или патријарх.
Епископски дворови су били посебни манастири као резиденције епархијских митрополита, архиепископа или патријарха.
Епархијски ктиторски манастири су били најбројнији и потпадали су под јурисдикцију надлежног епархијског епископа.
Живот у манастирима равнао се по правилима црквених закона. На челу се налазио игуман, а њега су помагали као саветници чланови братства обично називани „старци“.